# Бухта Гертнера
Бухта Гертнера — бухта в Тауйской губе Охотского моря (Магаданская область). Вдаётся в меридиональном направлении в восточную часть полуострова Старицкого. Отделена от бухты Весёлая на юге с островом Вдовушка мысом Красный. В бухте Гертнера расположен остров Кекурный. Крайний южный мыс — Красный, на севере безымянный выступ побережья с непроходимыми в прилив прижимами. В бухту впадают реки Магаданка и Дукча. Берега бухты невысокие, с узкими песчано-галечными пляжами. Только к югу от устья Магаданки побережье бухты окаймляет высокий береговой обрыв, но повсюду между ним и водой есть узкая песчано-галечная полоска.
На побережье бухты находится микрорайон Новая Весёлая города Магадана.
Названа в 1912 году гидрографической экспедицией в честь гидрографа, капитана второго ранга Константина Гертнера.

## Примечания

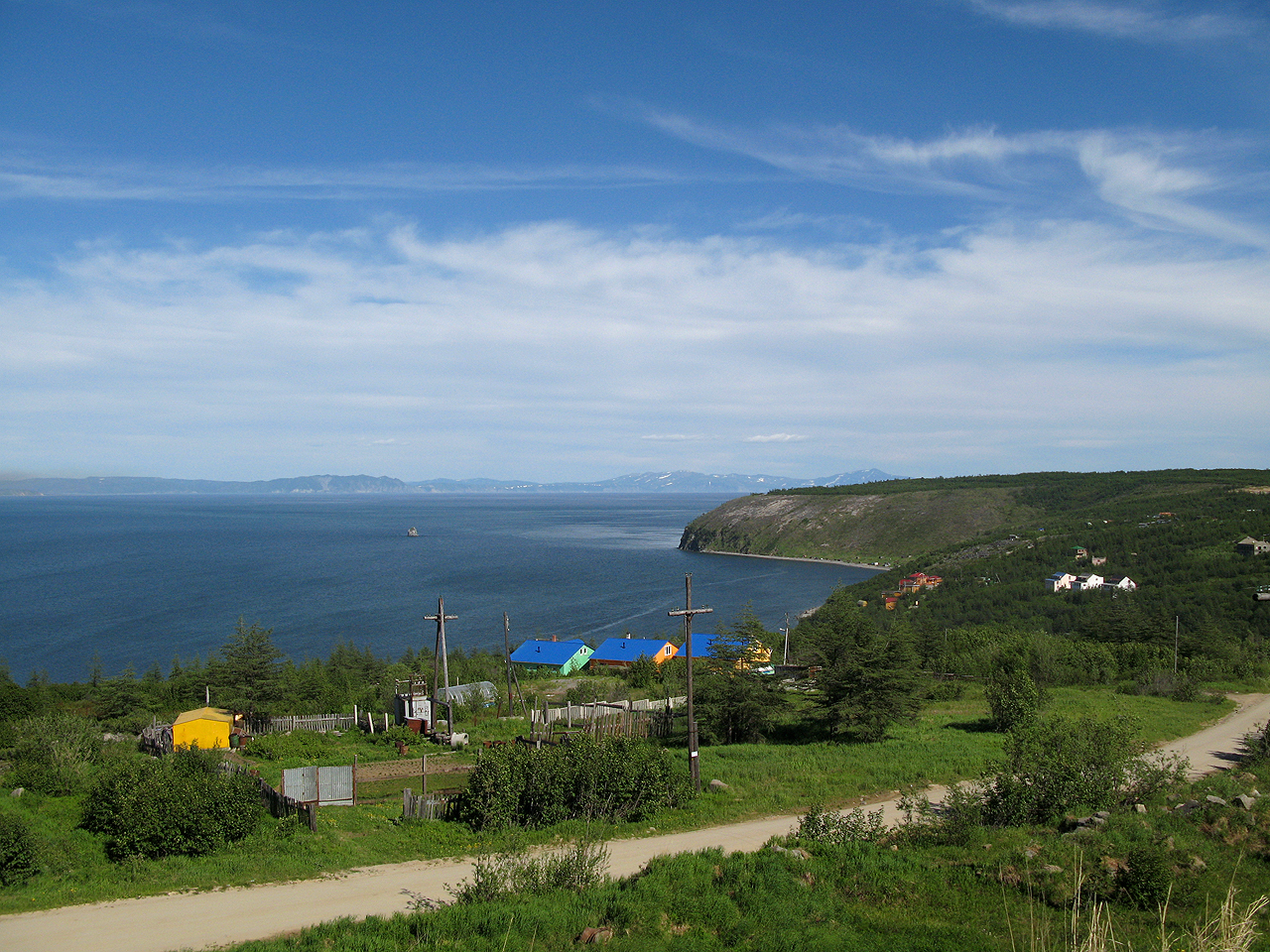
Вид на бухту